# Ivelands kommun
Ivelands kommun (norska: Iveland kommune) är en kommun i Agder fylke i södra Norge. Den gränsar i nordväst mot Evje og Hornnes kommun, i nordost och ost mot Birkenes kommun och i syd mot Vennesla kommun. Kommunens centralort är Birketveit.
Tidigare har kommunen tillhört dåvarande Aust-Agder fylke.

## Historik
Det finns inget i skriftliga källor om Iveland före 1400-talets början, men man vet att det funnits bofast befolkning i minst 1 000 år tidigare och att människor färdats i området i flera tusen år. Det har hittats stenåldersverktyg som är 4-5 000 år gamla. Det äldsta fyndet visar att bofast befolkning fanns omkring år 400 .
Iveland blev egen kommun den 1 januari 1886 då Hornnes og Ivelands kommun delades. Vid bildandet hade kommunen 1 103 invånare, 1 april 2009 var invånarantalet 1 222.
Gruvdrift har varit en viktig näring för bygdens bönder, det utvanns fältspat till porslin- och fajansfabriker i Europa. En förutsättning för detta var Setesdalsbanan som öppnade 1896.

## Geografi
Kommunens störta orter är Birketveit, Vatnestrøm och Skaiå, som alla har egen grundskola och dagligvaruhandel. Orten Birketveit utgör kommunens centralort, där finns högstadium och kyrka.

## Geologi
Mineralen thortveitit hittades första gången 1903 i en gruva i Knipan i Ivelands kommun.

## Tätorter
I Ivelands  kommun finns inga tätorter.

## Socknar
Inom Norska kyrkan motsvaras Ivelands kommun av Ivelands socken i Otredals prosteri i Agder og Telemarks stift.